# Colostygia jurabia
Colostygia jurabia är en fjärilsart som beskrevs av Eugen Wehrli 1938. Colostygia jurabia ingår i släktet Colostygia och familjen mätare. Inga underarter finns listade i Catalogue of Life.